# Manoir du Plessis (Langoëlan)
Ne doit pas être confondu avec Manoir du Plessis.
Le manoir du Plessis est un édifice situé à Langoëlan en France.

## Localisation
Le manoir est situé sur le territoire de la commune de Langoëlan, au lieu-dit le Plessis, dans le département du Morbihan en région Bretagne.

## Description
Le manoir date des XVIe et XVIIe siècles, l'édifice se développe selon un plan en U autour d'une cour ouverte au nord dont le côté sud est occupé par le logis dont la façade principale, à travées non ordonnancée, s'ouvre au nord. Construit en grand appareil de pierre de taille de granite au nord, en moellon sur les façades latérales, en petit appareil au sud, le logis est édifié sur un plan allongé divisé par quatre murs de refends, aucun ne montant de fond. Ils définissent quatre pièces de surface différentes, celles du centre, principales, encadrant un escalier à retours sur mur noyau à marches monoxyles. Les pièces extérieures plus petites correspondent à un cellier ou dépense au rez-de-chaussée, à des garde-robes à l'étage : sur l'une d'entre elles se voient les vestiges de latrines. Les murs de refends latéraux portent les cheminées à chaque niveau. La distribution entre l'escalier et les pièces latérales se fait côté nord au rez-de-chaussée.
Au rez-de-chaussée, la pièce à l'est, éclairée au nord et au sud par une fenêtre, correspond à la cuisine avec cheminée à pieds-droits largement chanfreinés et consoles en quart de rond chanfreiné ; le chœur est creusé de deux niches carrées. À droite de la cheminée, un placard mural carré à feuillure qui devait avoir un volet de bois. Plafond à poutres chanfreinées et solives. La porte donnant sur l'escalier est rectangulaire moulurée en doucine. La salle à l'ouest est chauffée par une large cheminée à pieds-droits largement chanfreinés et à consoles en pyramide incurvée renversée ; elle communique avec le cellier par une porte en plein cintre chanfreinée, avec l'escalier par une porte à linteau mouluré en accolade. Plafond à poutres chanfreinées et solives.
À l'étage, la chambre à l'ouest est chauffée par une cheminée adossée à pieds-droits saillants en pilastres, consoles en pyramide renversée moulurée à droite, plus imposante à gauche, linteau monolithe sur sommiers obliques et hotte oblique à arc de décharge. Elle jouxte la porte en anse de panier chanfreinée côté sud qui conduit à la garde-robe. La seconde chambre à l'est est chauffée par une cheminée adossée à piédroits à colonnettes à base et chapiteaux baguées, consoles carrées moulurées, linteau monolithe et hotte droite à arc de décharge. A gauche (nord) de la cheminée, une porte rectangulaire chanfreinée conduit à la garde-robe. Au sud, un placard mural à feuillure recevant un vantail de bois semble aujourd’hui dissimulé. Sur les poutres chanfreinées des deux chambres repose le plancher du comble.
Le grenier n’est pas divisé : seuls les conduits de cheminées le traversent. Fermes à entrait retroussé et poinçon moisé ; étrésillonnement longitudinal en croix de Saint-André.
Les deux dépendances sont différentes : celle de l’est, ouverte vers l'ouest est construite en grand appareil de pierre de taille, avec deux portes chanfreinées en anse de panier, une ancienne fenêtre côté sud transformée en porte. Côté nord, la seconde porte en anse de panier voisine avec un jour chanfreiné ; deux ouvertures en vis-à-vis sont bouchées : il est possible que cette dépendance ait comporté un logement quoiqu’on y voit pas de trace de cheminée. La dépendance ouest, en moellon en rez-de-chaussée couverte en ardoise ou en tôle, se compose de trois parties : au centre, la plus ancienne s'ouvre sur la cour par une succession de portes en plein cintre.

## Historique
Le manoir date des XVIe et XVIIe siècles, un puits porte la date de 1709. Le manoir du Plessis est signalé dès 1427 dans la réformation de la noblesse, appartenant à Typhaine de Coeteven (ou Coëtmeur), puis jusqu'à la réformation de la noblesse de 1536, où il appartient à René Fraval ; entre 1541 et 1575, Louis Rouxel sieur de Menezengal (ou Menegal en Guilligomarc'h) lui succède. Dès 1580, il revient à Adelice de Baud, dame de Kermerrien. Le manoir n'est pas mentionné dans la réformation de 1666, mais la vente de la seigneurie le 21 juillet 1677 par Hyacinthe de Cosnoal, seigneur de Saint-Georges (en Nostang), à Julien Le Goff recteur de Langoëlan correspond sans doute aux travaux intervenus au XVIIe siècle. L'édifice apparait comme une construction du XVIIe siècle, mais il s'agit en réalité d'un manoir du milieu du XVIe siècle comme en témoignent la cheminée à consoles obliques de la pièce ouest au rez-de-chaussée, la cheminée à colonnettes de la chambre est à l'étage, la présence de latrines extérieures en pignon, les portes en anse de panier de la façade principale, ainsi que la fenêtre à appui mouluré de la chambre est côté sud ; il serait alors oeuvre des Rouxel. Le manoir est "rhabillé"" dans la deuxième moitié du XVIIe siècle pour Julien Le Goff : les façades sont reprises et régularisées en travées, avec adjonctions de lucarnes et de bandeaux marquants les niveaux sur la façade nord, le toit est doté de croupes. Un doute subsiste quant à la datation de l’escalier rampe sur rampe axial, de la première campagne du XVIe siècle ou de la seconde au XVIIe siècle.
Des modifications ont affecté certaines fenêtres sur la façade sud au cours de la deuxième moitié du XXe siècle : ouvertures de grandes baies au rez-de-chaussée et réouverture de fenêtres bouchées à l'étage des pièces latérales secondaires, modification en portes-fenêtres des fenêtres des pièces principales au rez-de-chaussée. Les communs est sont contemporains du manoir, du XVIe siècle, tandis que ceux de l'ouest qui ferment la composition datent du XVIIe siècle et du XIXe siècle.
Le manoir est inscrit à l'inventaire général du patrimoine culturel.